# Josep Maria Fabró i Gibert
Josep Maria Fabró i Gibert (el Prat de Llobregat, Baix Llobregat, 28 d'agost de 1945 - Bellvitge, 27 de desembre de 2022) fou un prevere català.
Es va formar com a sacerdot al Seminari Conciliar de Barcelona, i fou ordenat prevere el 21 de desembre de 1969, a la parròquia de Sant Pere i Sant Pau d'el Prat de Llobregat. Fou un capellà obrer, ja que va compaginar la seva dedicació sacerdotal amb el treball a una fàbrica. El seu primer nomenament fou com a vicari de la parròquia de Sant Joan Evangelista del barri de Bellvitge, el 24 de gener de 1970. Allà, juntament amb el rector Josep Maria Monfort, va posar la parròquia en la primera línia del moviment reivindicatiu veïnal, i estava molt implicat amb les necessitats socials i d'equipaments del barri. Posteriorment, fou nomenat rector de diferents parròquies: Santa Bernadeta de Torre Baró (primer de setembre de 1982), Sant Climent de Llobregat (18 de juny de 1986 i 8 d'abril de 1996), Sant Pere dels Hostalets de Pierola (19 d'octubre de 1991) i Sant Bartomeu de Vallbona d'Anoia (27 d'octubre de 1991). La seva darrera ocupació fou la de rector de la Parròquia de Santa Maria, de Santa Maria de Vilalba (Abrera).
Però pel que es recorda especialment a Mossèn Fabró és per la seva tasca com a sacerdot de presons. En l'àmbit de la pastoral penitenciària, el 1r de novembre de 1992 fou nomenat responsable del Departament de Pastoral Penitenciària dins el Secretariat diocesà per als Marginats de l'Arquebisbat de Barcelona, per tres anys. Un any abans, el 26 de novembre de 1991 havia estat nomenat capellà del Centre Penitenciari Brians 1, i posteriorment el 12 de juny de 2007 esdevingué capellà de Centre Penitenciari Brians 2. El 2009 va impulsar una casa d'acollida per a presos en règim intern i de permís a Martorell, amb l'ajuda de Càritas i un equip de voluntaris, que el 2020 passaria a ser gestionada per la Fundació Sant Antoni Abat, on el 2021 hi van passar 179 homes. Durant aquests anys es va mostrar crític sobre la capacitat de les presons per la rehabilitació.
Es va jubilar l'any 2020.